# Cimoliornis
Cimoliornis (лат.) — род птерозавров из группы птеродактилей (Pterodactyloidea), включающий единственный вид — Cimoliornis diomedeus (также известный как Osteornis diomedeus). Описан по частичной пястной кости (кости крыла), которая была найдена в отложениях формации Чалк (Chalk Formation) в Англии, датируемых верхним мелом (сеноман / турон). Рассматривается в статусе nomen dubium.

## История изучения
Впервые об обнаружении окаменелостей Cimoliornis было объявлено в 1840 году сэром Ричардом Оуэном. Остатки состояли из одной неполной кости крыла, расколотой на три части, которую приобрёл Уильям Коул, 3-й граф Эннискиллен, и изучали Эннискиллен и Уильямд Бакленд, которые оба считали, что кость принадлежала гигантской меловой птице, похожей на альбатроса. Оуэн согласился с тем, что это была птица, и предположил, что размеры животного были сопоставимы с современным альбатросом (если это была плечевая кость) или значительно превышали его (если это была лучевая кость). Оуэн отмечал, что в последнем случае Cimoliornis напоминал бы «сказочную птицу Рух из арабских легенд».
В 1842 году Джеймс Скотт Бауэрбэнк повторно исследовал остатки и пришёл к выводу, что они на самом деле принадлежали птерозавру, основываясь на микроструктуре костей. По его оценкам, размах крыльев птерозавра составлял около 2,5–3 метров. По современным меркам остатки слишком фрагментарны, чтобы можно было точно рассчитать размах крыльев, но Cimoliornis diomedeus на момент открытия был самым крупным из известных птерозавров до открытия в 1857 году более крупных видов Ornithocheirus.